# 皮拉纳卢尔
皮拉纳卢尔（Pillanallur），是印度泰米尔纳德邦Namakkal县的一个城镇。总人口9213（2001年）。

## 人口
该地2001年总人口9213人，其中男性4598人，女性4615人；0—6岁人口848人，其中男413人，女435人；识字率66.60%，其中男性为76.60%，女性为56.64%。